# Clare Winger Harris
Clare Winger Harris (Freeport, 18 gennaio 1891 – Pasadena, 26 ottobre 1968) è stata una scrittrice statunitense.
È stata una delle prime scrittrici di fantascienza i cui racconti sono stati pubblicati negli anni '20. È considerata la prima donna ad aver pubblicato storie con il proprio nome su riviste di fantascienza. Le sue storie spesso trattano personaggi ai "confini dell'umanità" come i cyborg.

## Biografia
Clare Winger nacque nel 1891 a Freeport e in seguito frequentò lo Smith College nel Massachusetts. Suo padre Frank Stover Winger era un ingegnere elettrico che aveva anche un interesse per la scrittura di fantascienza: nel 1917 pubblicò un romanzo intitolato The Wizard of the Island.
Nel 1912 Clare sposò Frank Clyde Harris, un architetto e ingegnere che prestò servizio nella prima guerra mondiale e che fu ingegnere capo presso la Loudon Machinery Company in Iowa.
Harris smise di scrivere storie dopo il 1933. Viveva ancora a Lakewood nel 1935 e, secondo un'intervista con suo nipote, lei e Frank "rimasero insieme finché i loro figli non furono adulti". Nel 1940 i registri dei censimenti statunitensi mostrano che Clare W. Harris era divorziata e viveva a Pasadena, in California, dove visse per il resto della sua vita. Pubblicò privatamente una raccolta delle sue storie nel 1947, ma per il resto si sa poco degli ultimi decenni della sua vita. Morì nel 1968 a Pasadena.

## Carriera di scrittrice
Harris debuttò come scrittrice nel 1923 con un romanzo storico intitolato Persephone of Eleusis: A Romance of Ancient Greece. Il resto del suo lavoro sarebbe stato molto diverso, in quanto consisteva interamente di racconti di fantascienza.
Pubblicò il suo primo racconto The Runaway World nel numero di luglio 1926 di Weird Tales. Nel dicembre dello stesso anno presentò una storia per un concorso organizzato dall'editore di Amazing Stories Hugo Gernsback dal titolo The Fate of the Poseidonia, classificata al terzo posto.
In totale pubblicò 11 racconti su riviste pulp, la maggior parte dei quali in Amazing Stories (sebbene pubblicasse anche in altre riviste come Science Wonder Quarterly). Scrisse le sue opere più acclamate negli anni '20. Nel 1930 smise di scrivere a causa dei suoi doveri di madre. Tuttavia pubblicò un racconto nel 1933 intitolato The Vibrometer apparso in un opuscolo ciclostilato chiamato Science Fiction. I redattori Jerry Siegel e Joe Shuster all'epoca erano studenti delle superiori a Cleveland.
Nel 1947 tutti suoi racconti eccetto The Vibrometer furono raccolti in Away from the Here and Now. Una collezione del 2019 intitolata The Artificial Man and Other Stories include anche The Vibrometer. Le sue storie sono state anche ristampate in antologie come Daughters of Earth: Feminist Science Fiction in the 20th Century (con un saggio critico), Sci-Fi Womanthology, Amazing Science Fiction Anthology: The Wonder Years 1926-1935 e Gosh Wow! Sense of Wonder Science Fiction.
Inoltre fu suo uno dei primi tentativi di classificare la fantascienza quando, nel numero di agosto 1931 di Wonder Stories, elencò 16 temi di fantascienza di base, tra cui "viaggi spaziali interplanetari", "avventure su altri mondi" e "la creazione di vita sintetica ".

## Visione critica e influenza
Quando Gernsback pubblicò il primo racconto di Harris in Amazing Stories, elogiò il suo modo di scrivere mentre esprimeva anche stupore del fatto che una donna potesse scrivere una buona fantascienza: "Il fatto che il vincitore del terzo premio si dimostri di essere una donna è stata una delle sorprese del concorso, perché, di regola, le donne non sono dei buoni scrittori scientifici, perché la loro educazione e le tendenze generali sulle questioni scientifiche sono generalmente limitate. Ma l'eccezione, come al solito, conferma la regola, l'eccezione in questo caso è straordinariamente impressionante." Per molti anni Harris affermò di essere stata la prima donna scrittrice di fantascienza negli Stati Uniti, anche se ricerche successive hanno dimostrato che questo non era vero, poiché Gertrude Barrows Bennett, scrivendo sotto lo pseudonimo di Francis Stevens, pubblicava storie di fantascienza già nel 1917. Si noti che la vera identità di "Francis Stevens" non fu conosciuta pubblicamente fino al 1952, molto tempo dopo che la carriera di Harris e Bennett fosse terminata.
Harris è spesso accreditata con la distinzione più ristretta di essere la prima donna statunitense a pubblicare storie su riviste di fantascienza con il proprio nome.
Nonostante avesse pubblicato solo una manciata di racconti, quasi tutti furono ristampati nel corso degli anni. Di questi, The Miracle of the Lily è stato il più ristampato e lodato da molti critici, con Richard Lupoff che ha detto che la storia avrebbe "vinto il Premio Hugo per il miglior racconto breve, se il premio fosse esistito allora". Lupoff ha anche scritto che "[mentre] il lettore di oggi può trovare la sua prosa scricchiolante e antiquata, le storie pullulano positivamente di idee ancora fresche e provocatorie.
Anche The Fate of the Poseidonia è stato ristampato più volte ed è considerato uno dei primi esempi di una storia di fantascienza con un'eroina. Altre storie di Harris sono anche note per la presenza di forti personaggi femminili, come Sylvia, pilota di aeroplani e meccanica in The Ape Cycle (1930).
In quanto prima donna americana a pubblicare su riviste di fantascienza con il suo nome e grazie al suo abbraccio di personaggi e temi femminili, negli ultimi anni è stata riconosciuta come una pioniera della fantascienza femminile e femminista.
Il suo lavoro è stato presentato al Pasadena History Museum nel 2018 come parte di una mostra intitolata "Dreaming the Universe: The Intersection of Science, Fiction, & Southern California".

## Opere

### Romanzi
- Persephone of Eleusis: A Romance of Ancient Greece (1923)

### Collezioni
- Away from the Here and Now: Stories in Pseudo-Science (Philadelphia: Dorrance, 1947)
- The Artificial Man and Other Stories (Belt Publishing, February 2019)

### Storie brevi
(Storie incluse in Away from the Here and Now ).
- "A Runaway World" (Weird Tales, July 1926)
- "The Fate of the Poseidonia" (Amazing Stories, June 1927)[10]
- "A Certain Soldier" (Weird Tales, November 1927)
- "The Fifth Dimension" (Amazing Stories, December 1928)
- "The Menace From Mars" (Amazing Stories, October 1928)
- "The Miracle of the Lily" (Amazing Stories, April 1928)
- "The Artificial Man" (Science Wonder Quarterly, Fall 1929)
- "A Baby on Neptune" with Miles J. Breuer, M.D. (Amazing Stories, December 1929)
- "The Diabolical Drug" (Amazing Stories, May 1929)
- "The Evolutionary Monstrosity" (Amazing Stories Quarterly, Winter 1929)
- "The Ape Cycle" (Science Wonder Quarterly, Spring 1930)

(Incluso in The Artificial Man and Other Stories ).
- "The Vibrometer" (Science Fiction #5, 1933, edited by Jerry Siegel)[21]

### Saggi
- Lettera ( Amazing Stories, maggio 1929): una lettera molto interessante da uno dei nostri autori
- Lettera ( Air Wonder Stories, settembre 1929) [solo come di Clare W. Harris]: Sul perché Air Wonder Stories potrebbe non essere un buon luogo per la sua narrativa
- Lettera (Weird Tales, marzo 1930): Espressione di apprezzamento per lo stile di The Blue Lagoon (romanzo) di Henry de Vere Stacpoole
- Lettera ( Wonder Stories, agosto 1931): Possible Science Fiction Plots